# Giải thưởng phim truyền hình KBS cho Diễn xuất xuất sắc nhất
Giải thưởng phim truyền hình KBS cho Diễn xuất xuất sắc nhất (tiếng Hàn: 최우수상)là giải thưởng được trao hàng năm tại lễ trao giải KBS Drama Awards được tổ chức hàng năm vào ngày 31 tháng 12 năm, và phát sóng trên đài KBS.

## Nam diễn viên xuất sắc nhất

### 1990s
| Năm  | Người Đoạt Giải | Tác Phẩm                        | Ghi Chú |
| ---- | --------------- | ------------------------------- | ------- |
| 1990 | Seo In-seok     | Days of the Dynasty             |         |
| 1991 | Kim Yeong-cheol | The Royal Way                   |         |
| 1993 | Kim Jin-tae     | The Break of Dawn               |         |
| 1994 | Kim Se-yoon     | Daughters of a Rich Family      |         |
| 1995 | Yoo Dong-geun   | Jang Nok-su                     |         |
| 1996 | Choi Soo-jong   | First Love                      |         |
| 1997 | Kim Mu-saeng    | Tears of the Dragon             |         |
| 1997 | Seo In-seok     | Because I Really                |         |
| 1998 | Im Dong-jin     | The King and Queen, Paper Crane |         |
| 1999 | Shin Goo        | School 1                        |         |

### 2000s
| Năm  | Người Đoạt Giải | Tác Phẩm               | Ghi Chú |
| ---- | --------------- | ---------------------- | ------- |
| 2000 | Park Geun-hyung | Tough Guy's Love       |         |
| 2001 | Seo In-seok     | Emperor Wang Geon      |         |
| 2002 | Bae Yong-joon   | Bản tình ca mùa đông   |         |
| 2002 | Kim Sang-joong  | The Dawn of the Empire |         |
| 2003 | Cha Seung-won   | Bodyguard              |         |
| 2003 | Kim Ho-jin      | Yellow Handkerchief    |         |
| 2004 | Ahn Jae-wook    | Oh Feel Young          |         |
| 2005 | Choi Soo-jong   | Hải thần               |         |
| 2006 | Ryu Soo-young   | Seoul 1945             |         |
| 2006 | Shin Goo        | Pure in Heart          |         |
| 2007 | Lee Deok-hwa    | Dae Jo Yeong           |         |
| 2008 | Song Il-gook    | Truyền thuyết Jumong 2 |         |
| 2009 | Son Hyun-joo    | Bốn chàng quý tử       |         |

### 2010s
| Năm  | Người Đoạt Giải | Tác Phẩm               | Ghi Chú |
| ---- | --------------- | ---------------------- | ------- |
| 2010 | Kim Kap-soo     | Chị kế Lọ Lem          |         |
| 2011 | Park Si-hoo     | Nam nhân của công chúa |         |
| 2012 | Song Joong-ki   | Chàng trai tốt bụng    |         |
| 2012 | Yoo Jun-sang    | Gia đình chồng tôi     |         |
| 2013 | Ji Sung         | Bí mật kinh hoàng      |         |
| 2013 | Joo Won         | Thiên thần áo trắng    |         |
| 2014 | Cho Jae-hyun    | Jeong Do-jeon          |         |
| 2015 | So Ji-sub       | Nữ thần của tôi        |         |
| 2016 | Park Shin-yang  | Mặt trái của công lý   | [ 1 ]   |
| 2016 | Park Bo-gum     | Mây họa ánh trăng      | [ 1 ]   |
| 2017 | Namkoong Min    | Sếp Kim đại tài        |         |
| 2018 | Choi Soo-jong   | Vì con mà sống         |         |
| 2018 | Cha Tae-hyun    | Matrimonial Chaos      |         |
| 2019 | Kang Ha-neul    | Khi hoa trà nở         |         |
| 2019 | Yoo Jun-sang    | Chuyện nhà Poong sang  |         |

### 2020s
| Năm  | Người Đoạt Giải | Tác Phẩm               | Ghi Chú |
| ---- | --------------- | ---------------------- | ------- |
| 2020 | Park In-hwan    | Brilliant Heritage     |         |
| 2020 | Jeong Bo-seok   | Homemade Love Story    |         |
| 2021 | Cha Tae-hyun    | Học viện cảnh sát      | [ 2 ]   |
| 2021 | Lee Do-hyun     | Tuổi trẻ của tháng Năm | [ 2 ]   |

## Nữ diễn viên xuất sắc nhất

### 1980-1990s
| Năm  | Người Đoạt Giải | Tác Phẩm                                      | Ghi Chú |
| ---- | --------------- | --------------------------------------------- | ------- |
| 1987 | Kim Young-ae    | The Beginning of Love                         |         |
| 1988 | Park Won-sook   | The Land                                      |         |
| 1989 | Kim Young-ae    | Sunrise, Wang Rong Family                     |         |
| 1990 | Lee Hwi-hyang   | Days of the Dynasty, Ambitious Times          |         |
| 1991 | Kim Mi-sook     | Women's Time                                  |         |
| 1992 | Jo Min-su       | Wind Blowing in the Woods                     |         |
| 1993 | Kim Young-ok    | Wild Chrysanthemum, Love and Farewell         |         |
| 1994 | Kim Yoon-kyung  | When I Miss You                               |         |
| 1995 | Ha Hee-ra       | A Place in the Sun                            |         |
| 1996 | Kim Young-ae    | Colors, Reporting for Duty, Until We Can Love |         |
| 1997 | Choi Myung-gil  | Tears of the Dragon                           |         |
| 1997 | Yoon Mi-ra      | Because I Really                              |         |
| 1998 | Chae Shi-ra     | The King and Queen                            |         |
| 1999 | Lee Hwi-hyang   | Love in 3 Colors                              |         |

### 2000s
| Năm  | Người Đoạt Giải | Tác Phẩm                                         | Ghi Chú |
| ---- | --------------- | ------------------------------------------------ | ------- |
| 2000 | Kim Ja-ok       | Rising Sun, Rising Moon, More Than Words Can Say |         |
| 2001 | Lee Mi-yeon     | Hoàng hậu Myeongseong                            |         |
| 2002 | Choi Ji-woo     | Bản tình ca mùa đông                             |         |
| 2002 | Choi Myung-gil  | Hoàng hậu Myeongseong                            |         |
| 2003 | Lee Tae-ran     | Yellow Handkerchief                              |         |
| 2003 | Yoo Ho-jeong    | Rosemary                                         |         |
| 2004 | Chae Shi-ra     | Lối sống sai lầm                                 |         |
| 2004 | Oh Yeon-soo     | A Second Proposal                                |         |
| 2004 | Song Hye-kyo    | Ngôi nhà hạnh phúc                               |         |
| 2005 | Choi Jin-sil    | My Rosy Life                                     |         |
| 2005 | Kim Hae-sook    | My Rosy Life                                     |         |
| 2006 | Lee Tae-ran     | Những nàng công chúa nổi tiếng                   |         |
| 2007 | Chae Rim        | Mùa xuân của Dal Ja                              |         |
| 2007 | Kim Hyun-joo    | Nàng In-soon xinh đẹp                            |         |
| 2008 | Kim Ji-soo      | Cô gái mặt trời                                  |         |
| 2009 | Chae Shi-ra     | Thái hậu CheonChu                                |         |

### 2010s
| Năm  | Người Đoạt Giải | Tác Phẩm                         | Ghi Chú |
| ---- | --------------- | -------------------------------- | ------- |
| 2010 | Jeon In-hwa     | Vua bánh mì                      |         |
| 2010 | Moon Geun-young | Chị kế Lọ Lem                    |         |
| 2011 | Moon Chae-won   | Nam nhân của công chúa           |         |
| 2012 | Moon Chae-won   | Chàng trai tốt bụng              |         |
| 2013 | Hwang Jung-eum  | Bí mật kinh hoàng                |         |
| 2014 | Kim Hyun-joo    | Gia đình kỳ quặc                 |         |
| 2015 | Chae Shi-ra     | Những cô ả xấu tính              |         |
| 2016 | Kim Ha-neul     | Đường đến sân bay                | [ 1 ]   |
| 2017 | Lee Yoo-ri      | Con ruột con riêng               |         |
| 2017 | Jung Ryeo-won   | Án nào cũng xử                   |         |
| 2018 | Chang Mi-hee    | Làm vợ anh nhé                   | [ 3 ]   |
| 2018 | Cha Hwa-yeon    | Vì con mà sống                   | [ 3 ]   |
| 2019 | Cho Yeo-jeong   | Nữ tỷ phú                        | [ 4 ]   |
| 2019 | Shin Hye-sun    | Sứ mệnh cuối cùng của thiên thần | [ 4 ]   |

### 2020s
| Năm  | Người Đoạt Giải | Tác Phẩm           | Ghi Chú |
| ---- | --------------- | ------------------ | ------- |
| 2020 | Lee Min-jung    | Lại một lần nữa    | [ 5 ]   |
| 2021 | Kim So-hyun     | Sông đón trăng lên | [ 2 ]   |
| 2021 | Park Eun-bin    | Luyến mộ           | [ 2 ]   |